# Petroweńky
Petroweńky (ukr. Петровеньки) – wieś na Ukrainie, w obwodzie ługańskim, w faktycznie niefunkcjonującym rejonie ałczewskim, od 2014 pod kontrolą marionetkowej, zależnej od Rosji Ługańskiej Republiki Ludowej. W 2001 liczyła 704 mieszkańców.